# Ranunculus junipericola
Ranunculus junipericola är en ranunkelväxtart som beskrevs av Jisaburo Ohwi. Ranunculus junipericola ingår i släktet ranunkler, och familjen ranunkelväxter. Inga underarter finns listade i Catalogue of Life.